# إدي هندرسون
إدي هندرسون (بالإنجليزية: Eddie Henderson)‏ (11 سبتمبر 1967 سياتل الولايات المتحدة - ) هو لاعب كرة قدم أمريكي يلعب كلاعب وسط.

## روابط خارجية
- إدي هندرسون على موقع الاتحاد الدولي (مؤرشف)  (الإنجليزية)